# Бюст-паметник на Христо Ботев (Пекин)
Бюст-паметникът на Христо Ботев в столицата на Китай, град Пекин е официално открит на 20 ноември 2006 г. в церемония, започнала с изпълнението на химните на България и Китай.
Бюст-паметникът е разположен в Алеята на великите личности към парка „Чаоянг“, намиращ се в близост до музея „Дзинтай", където са разположени и други 12 скулптури на велики личности от цял свят. Авторът на скулптурата проф. Юан Синкун, дава висока оценка на това забележително културно събитие, от значение и за двете страни. В края на тържествената церемония българки и китайки от студентските среди рецитират на български и китайски език, известното стихотворение на Христо Ботев „Хаджи Димитър“.
Бюст-паметника на Христо Ботев е поставен и стои редом до този на Махатма Ганди.